# مک‌آولیف (دهانه)
مک‌آولیف یک دهانه برخوردی در ماه‌ است.